# مجتمع دادگاه‌های کوالالامپور
مجتمع دادگاه‌های کوالالامپور (به انگلیسی: Kuala Lumpur Courts Complex) (مالایی:Kompleks Mahkamah Kuala Lumpur) یک مجتمع بزرگ دادگستری در کوالالامپور، مالزی است که دادگاه‌های مختلف نظام قضایی این کشور در آن استقرار یافته است. این مجتمع در امتداد جالان دوتا (جاده دوتا) در سگامپوت قرار دارد که حدود ۴ کیلومتر (۲٬۵ مایل) دورتر از موقعیت قبلی نهاد قضایی، یک ساختمان متعلق به دوره استعماری در مقابل میدان مردکا، واقع شده است. ساخت این مجتمع در روز ۱ مارس ۲۰۰۴، با هزینه نهایی ۲۹۰ میلیون رینگیت شروع شد و در ۱۸ آوریل ۲۰۱۷ جهت شروع به فعالیت، افتتاح گردید و در ۳ مه ۲۰۱۷ به‌طور کامل به بهره‌برداری رسید.

## متصدیان و مکان‌های پیشین
مجتمع دادگاه‌های کوالالامپور محل استقرار دادگاه عالی، جلسات دادرسی و دادگاه بخش در مالزی است. همچنین جهت رسیدگی به پرونده‌های جرائم رانندگی، دادگاه‌های شبانه جهت رسیدگی به این امور تشکیل می‌شود.